# Mari Osaka
Mari Osaka (大坂 まり Ōsaka Mari?,  Osaka, 3 abril 1996) es una jugadora de tenis estadounidense de origen japonés. Es la hermana mayor de Naomi Osaka, quién es también jugadora de tenis profesional.

## Biografía
Osaka nació en Japón, de padre haitiano y madre japonesa. Habla inglés y japonés, y creció en Fort Lauderdale.
Osaka hizo su debut  WTA en el torneo 2014 Bank of the West Classic, jugando un partido de dobles con Marina Shamayko, perdiendo en la primera ronda con Varvara Lepchenko y Ajla Tomljanović.

## ITF Finales de circuito (0–3)
| $100,000 torneos |
| $75,000 torneos  |
| $50,000 torneos  |
| $25,000 torneos  |
| $15,000 torneos  |
| $10,000 torneos  |

### Singles Finales 3 (0–3)
| Resultado  | Núm. | Fecha                    | Categoría | Torneo                | Superficie | Adversario         | Puntuación         |
| Subcampeón | 1.   | 30 de septiembre de 2012 | $10,000   | Amelia Isla, EE. UU.  | Clay       | Jamie Loeb         | 3–6, 5–7           |
| Subcampeón | 2.   | 28 de mayo de 2017       | $25,000   | Goyang, Corea del Sur | Duro       | Peangtarn Plipuech | 6–7(7–9), 0–6      |
| Subcampeón | 3.   | 9 de julio de 2017       | $25,000   | Denain, Francia       | Clay       | Lina Gjorcheska    | 2–6, 7–5, 6–7(6–8) |